# Vallauripriset
Vallauripriset (italienska: Premio Vallauri) var en utmärkelse för vetenskapliga framsteg, som från 1899 till 2007 utdelades av Accademia delle Scienze di Torino. 
Priset instiftades 1894 av Tommaso Vallauri. Det utdelades vart fjärde år, varannan gång för insatser inom fysikens område och varannan för insatser med koppling till latinsk litteratur.

## Mottagare
- 1899 Guglielmo Marconi och Giovanni Battista Grassi
- 1903 Paul Monceaux och Martin Schanz
- 1907 Augusto Righi och Jean Baptiste Perrin
- 1911 Remigio Sabbadini
- 1919 Eduard Norden och Wallace Martin Lindsay
- 1923 Enrico Pistolesi och Alessandro Marchetti
- 1927 Concetto Marchesi och Vincenzo Ussani
- 1931 Giuseppe Pestarini och Giuseppe Occhialini
- 1935 Giorgio Pasquali och Haimon Einar Harald Löfstedt
- 1939 Odone Belluzzi och Mario Tenani
- 1966 Eduard Fraenkel
- 1974 Carlo Cattaneo
- 2007 Antonio La Penna